# Jonny Greenwood
Jonathan "Jonny" Richard Guy Greenwood (født 5. november 1971 i Oxford, England) er musiker og medlem af bandet Radiohead, sammen med sin storebror Colin Greenwood. Greenwood er leadguitarist i Radiohead, men udover guitar spiller han bratsch, orgel, klaver, xylofon, klokkespil, Ondes Martenot, banjo og harmonika. Han var den sidste der blev optaget i bandet, hvis line-up har været det samme siden bandets begyndelse.
Jonny Greenwood har desuden som soloprojekt udgivet albummet Bodysong (2003), der også udgør soundtracket til dokumentarfilmen Bodysong fra 2003, ligesom han har skrevet soundtracket til den Oscar-vindende film There Will Be Blood fra 2007, for hvilken han blev nomineret til en BAFTA Award for bedste musik.